# De Fontein des Levens

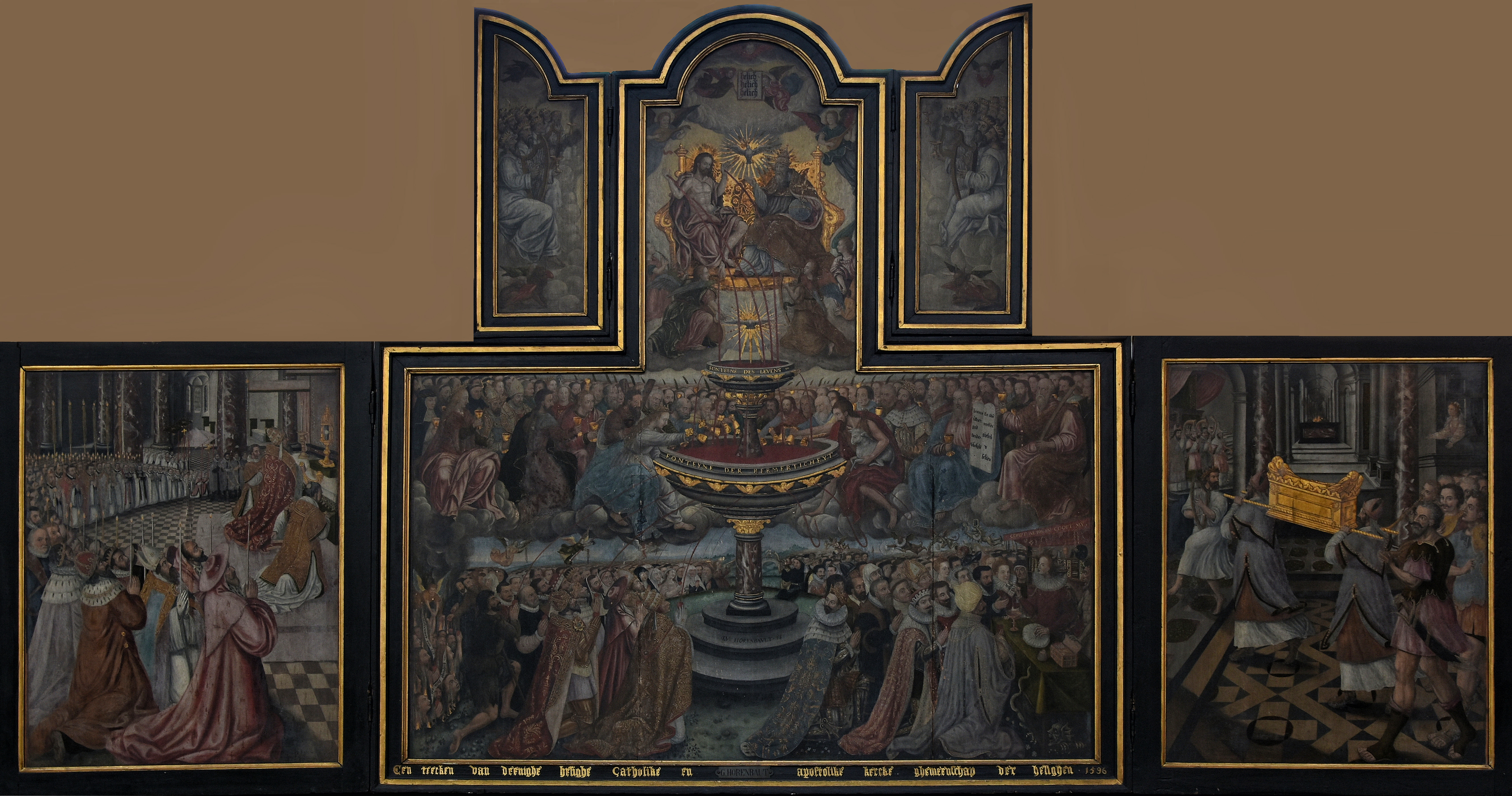
De Fontein des Levens van Lucas II Horenbout

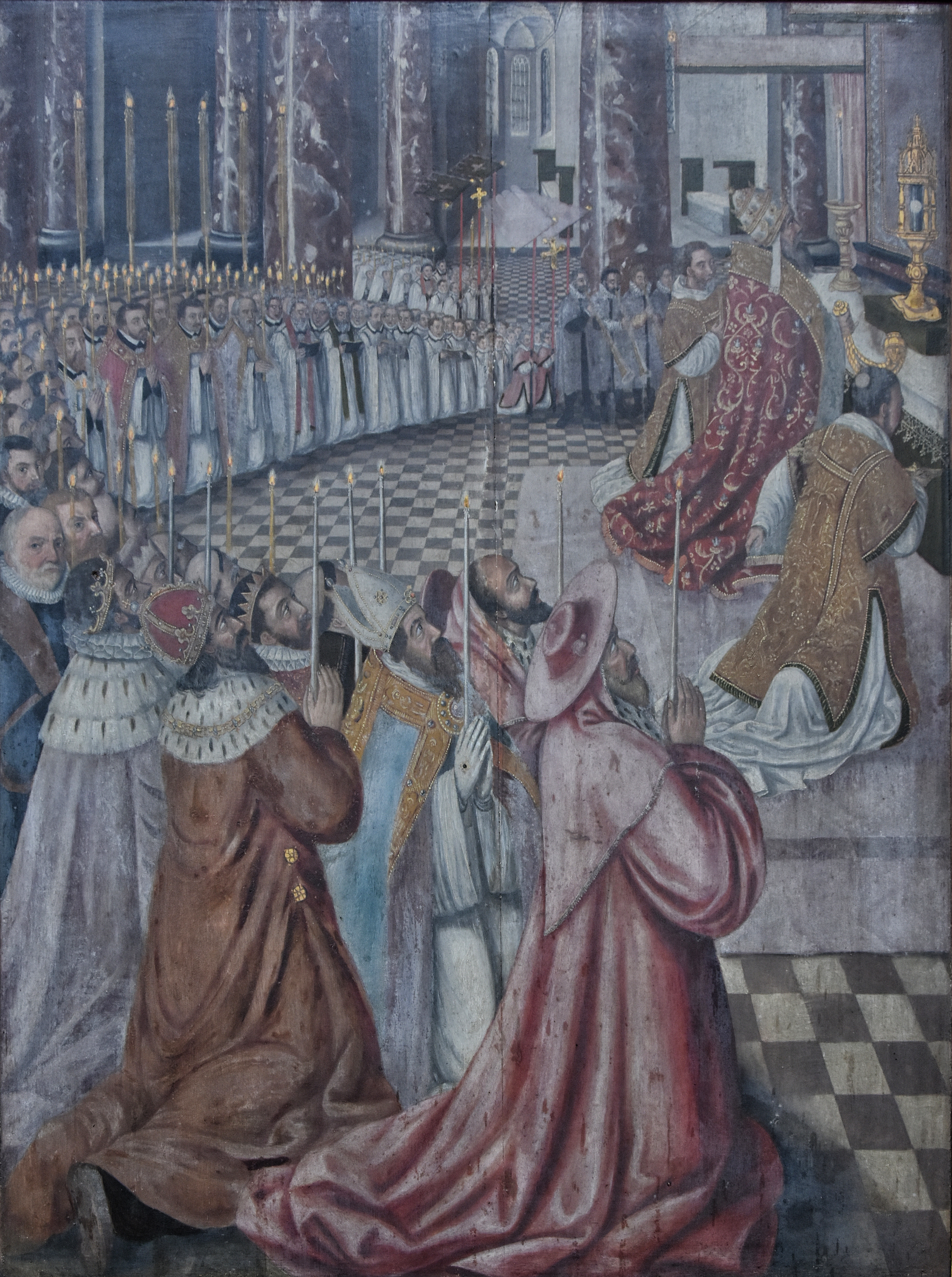
Het linkerzijpaneel

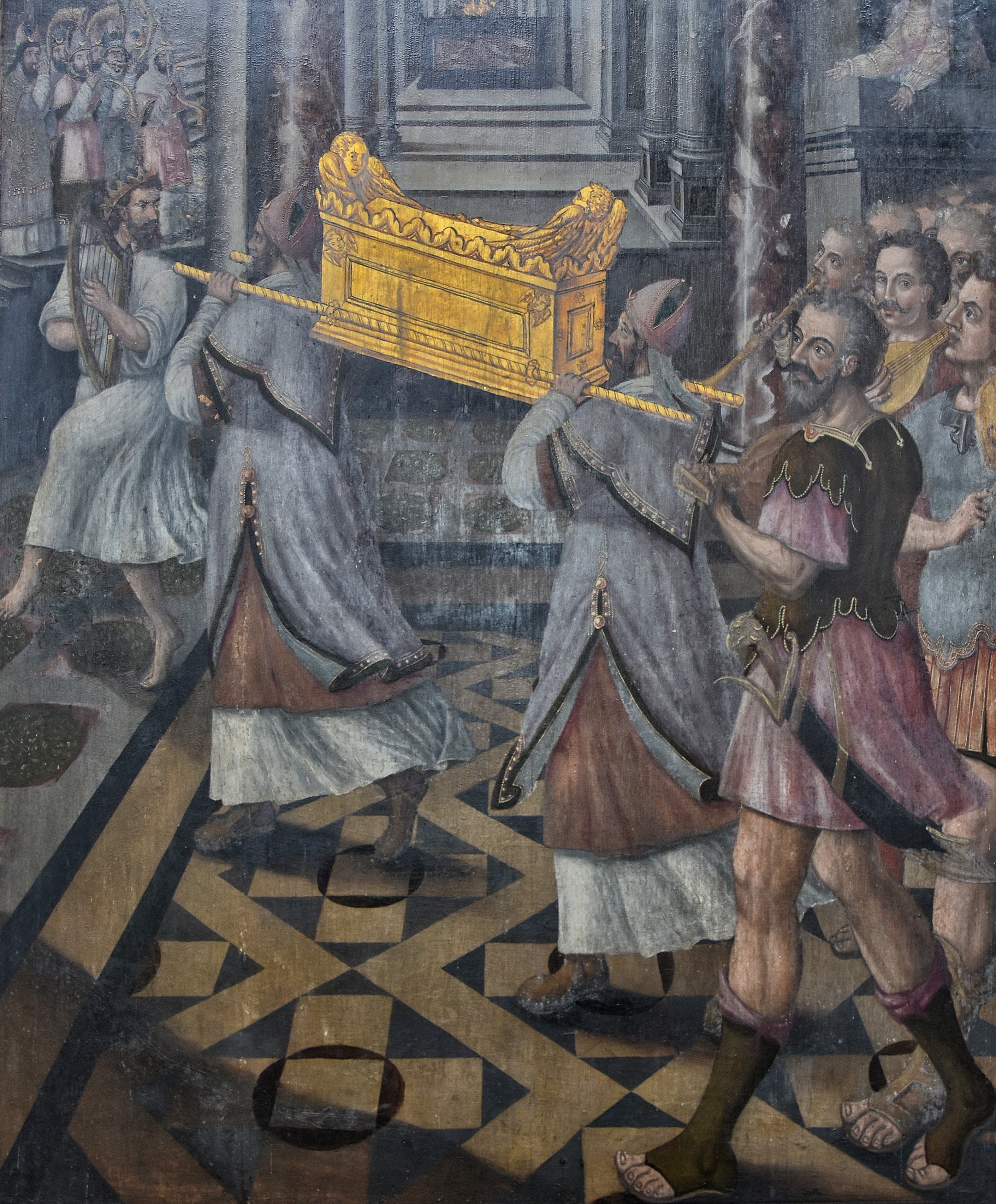
Het rechterzijpaneel

De Fontein des Levens is een veelluik uit 1596 van de Gentse kunstschilder Lucas II Horenbout (ca. 1560-1626) dat bewaard wordt in de Onze-Lieve-Vrouw ter Hoyekerk, de kerk van het Klein Begijnhof te Gent. Van de schilder is weinig geweten. De naam van zijn veel bekendere grootvader, Gerard Horenbout is onderaan op de lijst van het schilderij geplaatst. Het schilderij maakt deel uit van de Vlaamse Meesters in Situ.

## Iconografie
Het werk is typisch voor de tijd van de contrareformatie. Kunsthistorici zien in dit doek hetzelfde onderwerp, de transsubstantiatie, als in het schilderij het Lam Gods, dat ook in Gent hangt en zou er de concurrentie mee aangaan. Katholieken erkennen zeven sacramenten, terwijl gereformeerden er slecht twee erkennen: het doopsel en de eucharistie, maar dit laatste zonder de praesentia realis (aangehaald mysterie) te erkennen. Lucas II Horenbout had de taak om de zeven sacramenten in beeld te brengen voor de verspreiding van het katholiek geloof. Het doek was een uiting van contrareformatorische kunst.

### Het veelluik in gesloten toestand
Als de polyptiek in gesloten toestand is te zien vertoont het op de buitenzijde van het linkerluik Jezus Christus die een lamme geneest bij de fontein van Betasda. Bovenaan wordt vee geslacht waarvan het bloed deze fontein vult. Het Laatste Oordeel wordt afgebeeld op de buitenzijde van het rechterbenedenluik en op de buitenzijde van de linkerbovendeur de hemelvaart van Christus. Elias is te zien op de rechterbovendeur, op weg naar de hemel in een vurige wagen. Deze scène wordt als een voorafspiegeling van de hemelvaart van Christus gezien.

### Het veelluik in geopende toestand

#### Het centrale luik
In geopende toestand zijn er zes luiken te zien. Twee bekkens zijn afgebeeld op het centrale luik met bovenaan de Heilige Drievuldigheid. God de Vader met tiara en kruisdragende wereldbol is aan de rechterkant te zien met aan zijn linkerzijde zijn zoon Jezus. De Heilige Geest is als duif afgebeeld. Aanbiddende engeltjes zweven rond de Drievuldigheid waarvan er twee een geopend boek tonen met als inschrift helich helich helich.
Het bloed van Christus spuit uit vijf wonden in het bovenste en kleinste bekken. Op de rand staat de tekst: fonteyne des levens. De Heilige Geest, omgeven door een stralenkrans, is afgebeeld tussen de bloedstralen. Het grote bekken wordt gevuld door het bloed dat uit het kleine bekken via engelenhoofdjes stroomt en heeft als opschrift: fonteyne der bermertichheyt. Bovenaan is te zien hoe hemelbewoners met kelkvormige bekers bloed scheppen uit het bekken. Personages uit het Nieuwe Testament zijn links weergegeven, rechts uit het Oude. Herkenbaar zijn de Maagd Maria, de apostel Andreas (met X-vormig kruis), Johannes de Doper (met het Lam Gods) en Mozes (met de Tafelen van de Wet), waarop we kunnen lezen: bemint uwen God sonder v belghe en uwe naesten ghelyck v selven.
Onderaan zijn aardse stervelingen te zien en links de gelovigen. Ze zijn te herkennen aan de engeltjes die boven hun hoofden zweven. Hier ook spuiten engelenhoofdjes bloed in hun richting. Het opgevangen bloed wordt door enkele gelovigen aan zielen in het vagevuur, helemaal links, aangeboden. Hun smeekbede tot God luidt: syt mijns ghendadich sijt ons ghenadich.
Aan de rechterzijde van het centrale luik zijn ongelovigen weergegeven. Ook in hun richting spuiten bloedstralen maar ze terug zonder hen te bereiken. Hun status wordt benadrukt door duiveltjes die boven hun hoofden zweven. De ongelovigen draaien hun rug naar het bekken en stappen naar een kraam. Op het zeildoek staat de tekst: comt al by en coopt my. Een kistje met juwelen en een drinkschaal zijn in het kraam uitgestald. Ook boeken van profeet Mohammed, Maarten Luther, Zwingli, Menno Simons en Calvijn zijn er te zien. De vrouw die deze winkel des duivels drijft is mogelijk de rijk uitgedoste Elisabeth van Engeland. Mohammed en Luther (zijn naam komt in gouden letters op zijn gordel voor) knielen voor het raam. Helemaal links van de groep is een koninklijk personage afgebeeld. Hij draait zijn hoofd weg van het kraam. Wellicht is het Hendrik IV van Frankrijk, die zich in 1593 opnieuw tot het katholicisme had bekeerd.
Korte tijd later moet deze polyptiek voltooid zijn. Op de onderste lijst van het centrale paneel lezen we namelijk: een teecken van deenigh helighe Catholicke en apostolike kercke ghemeenschap der heilighen 1596.

#### De zijpanelen
Op het rechterzijpaneel (zie afbeelding)ziet men de Ark des Verbonds door twee hogepriesters de tempel binnengedragen. Samuel vertelt in het Oude Testament:

Ze wordt gedragen door twee hogepriesters. Koning David, die enkel een linnen kleed draagt, danst voor de Ark. Gejuich en hoorngeschal begeleiden de gebeurtenis. In de achtergrond is de tent die David over de Ark had gespannen (links) en het brandoffer van koning David (midden) in beeld gebracht. Misprijzend volgt Michal, de dochter van Saul het gebeuren vanuit een venster (rechts).

Het linkerzijpaneel toont de aanbidding van de eucharistie. De cilindermonstrans bevat een hostie waarvoor de paus knielt. Gelovigen zijn ingedeeld volgens belangrijkheid met vooraan kardinalen, bisschoppen, vorsten en prinsen. Prominent is de figuur links die naar de toeschouwer van het doek kijkt. Mogelijk is dit de schilder zelf, die zijn doek signeerde op de sokkel van de fontein van het centrale luik. Men kan ze beide beschouwen als een weergave van het Oude Verbond (David) en het Nieuwe Verbond (de aanbidding van de Eucharistie).

#### De bovendeuren
De tegenstelling tussen Oud en Nieuw Verbond is ook te zien op de bovendeuren. Men ziet er twaalf gekroonde Ouderlingen met hier en daar een kelk of een harp, symbolen van het Oud Testament. Het Nieuwe Testament gaat de confrontatie aan via de symbolen van de apostelen: Johannes via de draakachtige adelaar, Marcus en zijn fantastische leeuw, Mattheus en de engel en Lucas met de fantastische os.